# Academia de Muzică, Teatru și Arte Plastice
Academia de Muzică, Teatru și Arte Plastice (AMTAP) este o instituție publică de învățământ superior din Chișinău (Republica Moldova). Respectiva instituție este succesoarea Conservatorului de Stat din Chișinău fondat în anul 1940 și a instituțiilor de învățământ muzical care și-au desfășurat activitatea la Chișinău începând cu anul 1919, când la inițiativa lui George Enescu a fost înființat conservatorul „Unirea”.
Pe parcursul istoriei sale instituția și-a schimbat de mai multe ori denumirea și structura. Inițial la Conservator se făceau studii doar în domeniul muzicii. La sfârșitul anilor 50 se înființează primele grupe de studenți la specialitatea Actorie, în anul 1965, deja în cadrul Institutului de Stat al Artelor (format în baza Conservatorului în 1964), se creează catedra Regie și arta actorului, iar în anul 1988 – facultatea Arta Teatrală (în prezent Artă Teatrală, Coregrafică și Multimedia). Facultatea Arte Plastice este fondată în anul 1984. În forma ei actuală Academia de Muzică, Teatru și Arte Plastice a fost instituită în baza reorganizării Universității de Stat a Artelor (înființat prin comasarea Academiei de Muzică G. Musicescu și a Institutului de Stat al Artelor în 1999) la 1 septembrie 2002. 
Academia de Muzică, Teatru și Arte Plastice a Republicii Moldova pregătește specialiști în următoarele domenii: 
- Arte Plastice
- Culturologie
- Design
- Multimedia
- Muzică
- Teatru

## Facultăți
- Artă Muzicală
- Arta Teatrală, Coregrafia și Multimedia
- Arte Plastice, Decorative și Design

## Legături externe
- Site web oficial
- Academiei de Muzică, Teatru și Arte Plastice la admiterea.md
- Academia de Muzică, Teatru și Arte Plastice Arhivat în 29 mai 2015, la Wayback Machine. la sfm.md